# 浑江区
浑江区是中華人民共和國吉林省白山市下辖的一个市辖区。原名八道江区，2010年2月22日经中华人民共和国国务院的批准，改名为浑江区。

## 地名缘由
清光绪年间，浑江区为猫耳山巡检的冬季驻地。因自通化玉皇山沿浑江每经过一个渡口，便称一道江。此地正好为第八个渡口，故浑江区原称八道江。
浑江区则因浑江从境内流过而得名。

## 历史沿革
清光绪三年（1877年），设猫儿（耳）山（又称帽儿山）巡检，驻八道江。光绪二十八年（1902），置县，猫耳山巡检改为八道江巡检。1935年，建八道江镇（街）。1956年，设八道江镇。1960年，为浑江市治所在地。1985年，成立八道江区。2010年2月，八道江区更名为浑江区。

## 人口
根據第七次人口普查數據，截至2020年11月1日零時，渾江區常住人口為307982人。

## 经济

### 农业
2010年耕地面积6,183公顷，全年粮食作物播种面积5 433公顷，总产量达到20,041吨，增产10.8%。

## 行政区划
浑江区下辖8个街道办事处、4个镇：
新建街道、通沟街道、东兴街道、红旗街道、河口街道、板石街道、江北街道、城南街道、六道江镇、红土崖镇、三道沟镇和七道江镇。